# Rapla
Rapla (en alemany, Rappel) és una ciutat d'Estònia, capital del municipi homònim i capital del Comtat de Rapla.
La ciutat té una superfície de 4,67 Km2 i 5.355 habitants el 2024. El riu Vigala travessa la ciutat.
La primera menció de la ciutat és 1241, documentada amb la forma Rapal, en el Liber Census Daniæ. També en el segle XIII s'inicia la construcció de l'església parroquial de Maria Magdalena. L'edifici actual, de nova construcció i acabat el 1901 en estil neoromànic, destaca per les seves grans dimensions, amb dues torres a la façana.

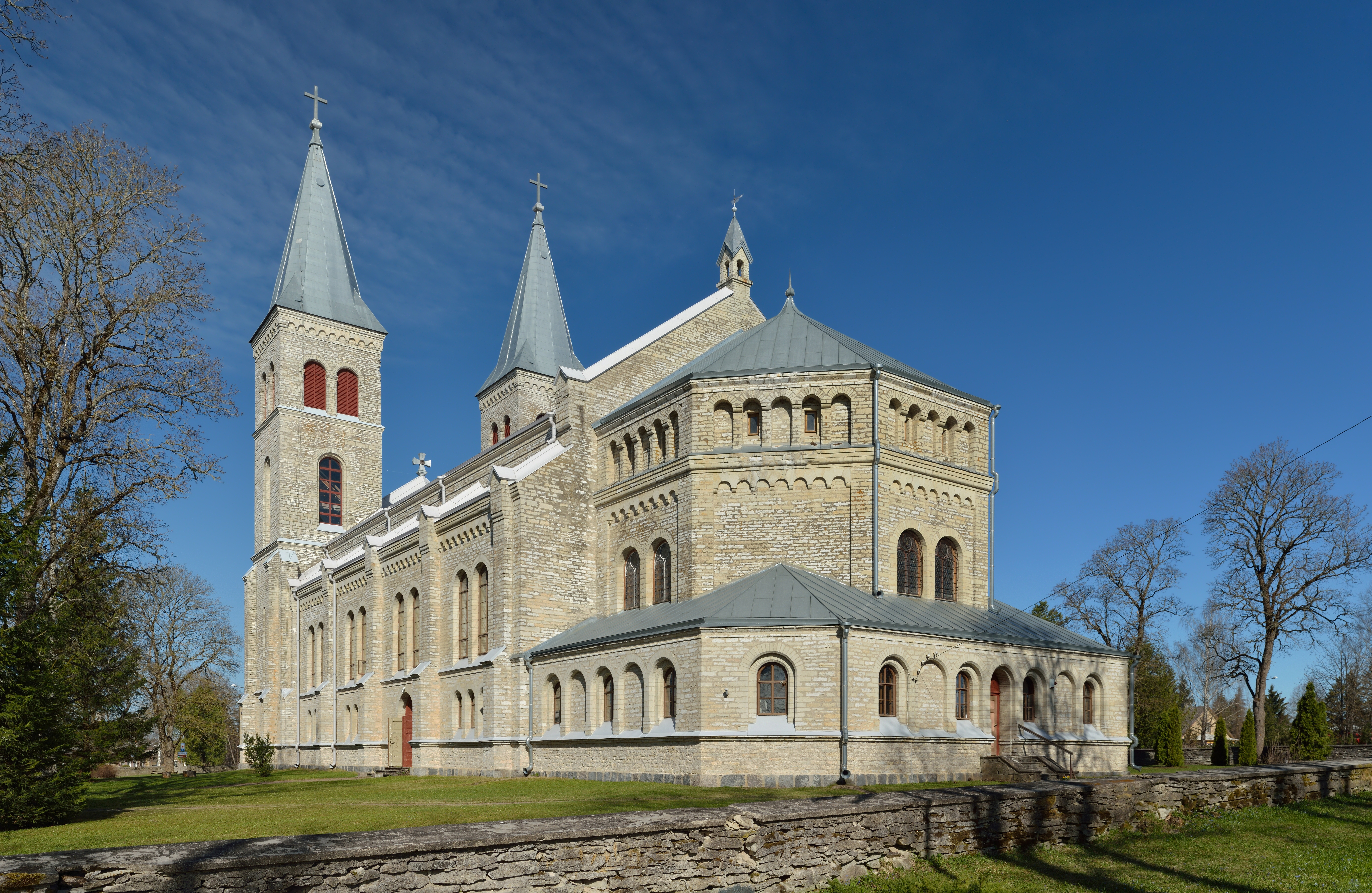
Església de Maria Magdalena de Rapla

La ciutat s'originà al voltant d'una casa pairal, de la qual no queda avui cap edifici. La ciutat començà el seu desenvolupament a mitjans del segle XIX amb l'obertura d'una farmàcia (1866), una escola (1868) i una estació de diligències (1893). A inicis del XX disposà d'una estació de ferrocarril de via estreta, però es clausurà la línia en els anys seixanta (1931-1968).